# Kariz Kariuki
Peter Kariuki Ngateri Ngumi (ur. 16 lipca 1977) − australijski bokser pochodzenia kenijskiego, olimpijczyk.

## Kariera amatorska
W 1999 zdobył brązowy medal na igrzyskach Afrykańskich w Johannesburgu. W półfinale kategorii średniej przegrał z reprezentantem Nigerii Albertem Eromsolą. W roku 2000 reprezentował Kenię na igrzyskach olimpijskich w Sydney. W pierwszej rundzie miał wolny los, przechodząc do drugiej rundy. W drugiej rundzie przegrał z Azerem Vüqarem Ələkbərovem.